# Разумов, Максим Юрьевич
Макси́м Ю́рьевич Ра́зумов (род. 12 января 1990, Липецк) — российский шоссейный велогонщик, на профессиональном уровне выступает начиная с 2013 года. В составе таких команд как «Москва», «Итера-Катюша» и «Катюша» и  неоднократно становился победителем и призёром престижных шоссейных гонок. На соревнованиях представляет Самарскую область, мастер спорта.

## Биография
Максим Разумов родился 12 января 1990 года в Липецке. Активно заниматься велоспортом начал в раннем детстве, проходил подготовку в липецкой детско-юношеской спортивной школе № 7 и в самарской школе высшего спортивного мастерства, в разное время тренировался под руководством таких специалистов как Ю. П. Разумов, А. С. Водяников, П. К. Григорьев. Состоял в Центральном спортивном клубе Военно-воздушных сил Российской Федерации.
В 2008 году, представляя московское училище олимпийского резерва № 2 «Динамо», на трековом чемпионате России завоевал бронзовую медаль в командной гонке преследования.
Первого серьёзного успеха в шоссейном велоспорте добился в 2010 году, когда в составе команды «Москва» одержал победу в генеральной классификации многодневной гонки «Удмуртская правда». Также принял участие в многодневной гонке «Дружба народов Северного Кавказа», где, в частности, стал вторым на девятом этапе. Год спустя стал чемпионом России среди молодёжи в командной гонке и получил бронзу в групповой дисциплине. На взрослом уровне был лучшим на всероссийском первенстве в парной гонке, занял второе место в общем зачёте «Всероссийской гонки памяти Виктора Капитонова» и в многодневном чемпионате России, известном как «Дружба народов Северного Кавказа».
В 2012 году Разумов присоединился к команде континентального тура «Итера-Катюша», однако больших успехов в этом сезоне не добился, запомнился лишь девятым местом в «ЗЛМ Туре» в Нидерландах. Через год выиграл чемпионат России в парной и командной гонках, после чего в качестве стажёра вошёл в состав профессиональной «Катюши». Одержал победу в многодневной гонке «Пять колец Москвы», показал второй результат в генеральной классификации «Гран-при Сочи» (победил на втором, третьем и пятом этапах), выиграл третий командный этап «Тура Фьордов», побывал на «Туре Сербии» и прочих престижных соревнованиях. На сезон 2014 года вернулся в «Итеру-Катюшу», участвовал в многодневных гонках в Хорватии, Франции и России. Пытался повторить успех на «Пяти кольцах Москвы», тем не менее, на сей раз расположился в общем зачёте на пятой строке (сумел выиграть лишь первый стартовый этап).
Имеет высшее образование, окончил Российский государственный университет физической культуры, спорта, молодёжи и туризма, где обучался на кафедре теории и методики велосипедного спорта.